# Técnicas de supervivencia

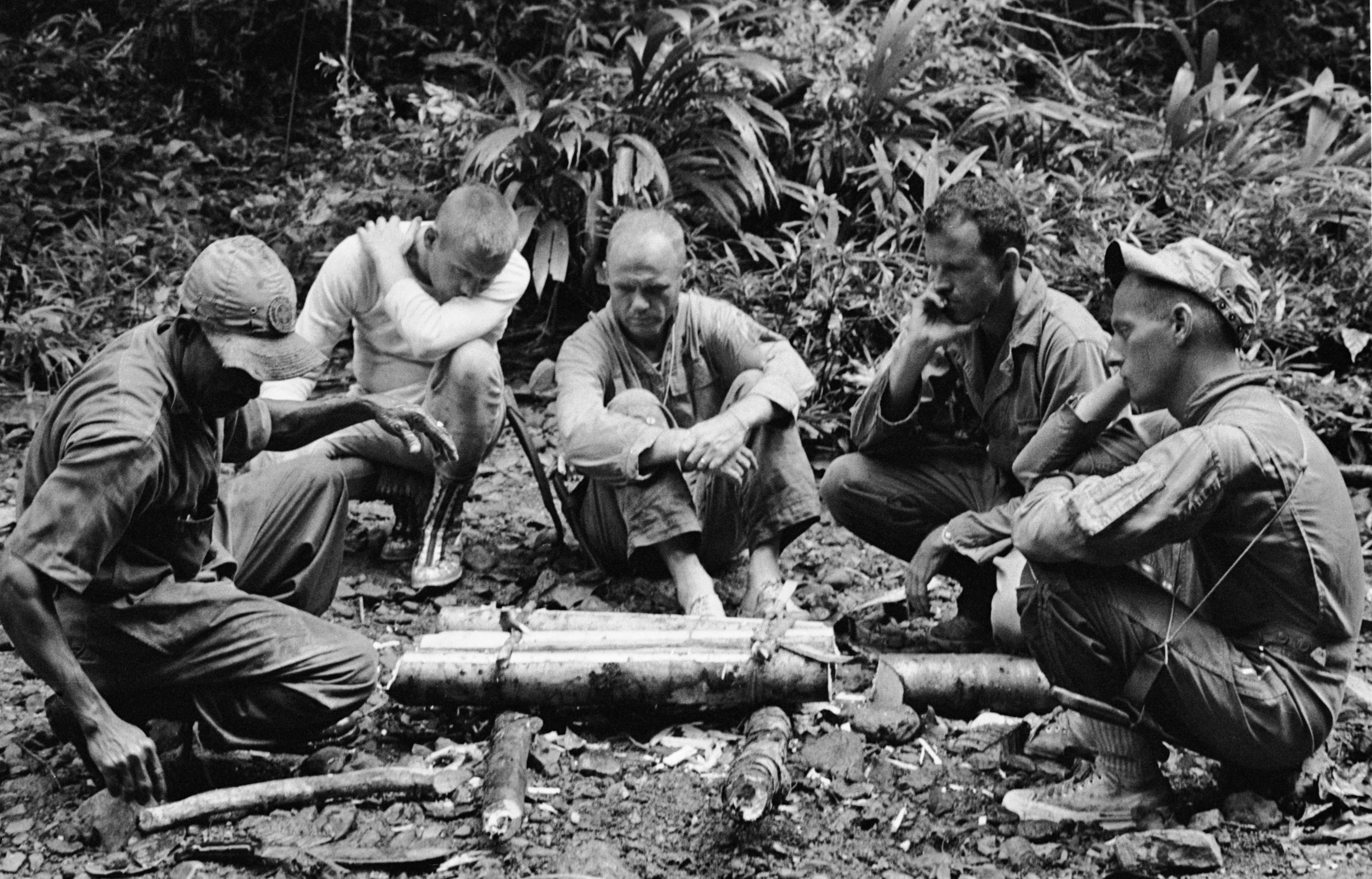
Astronautas participando en un entrenamiento de supervivencia en una base de la Fuerza Aérea de los Estados Unidos cerca del Canal de Panamá en 1963

Las técnicas de supervivencia son habilidades que una persona puede utilizar para mantenerse con vida en cualquier tipo de entorno natural o ambiente construido. Estas están destinadas a satisfacer las necesidades humanas fundamentales, principalmente agua, alimento y refugio. También apoyan el conocimiento adecuado y las interacciones con animales y plantas para promover el sustento de la vida durante un período de tiempo.
A menudo se asocian con la necesidad de sobrevivir en una situación de desastre, y suelen ser las mismas ideas y habilidades básicas que el ser humano lleva utilizando desde la prehistoria, hace miles de años. Las actividades al aire libre; como caminatas, acampar, paseos a caballo, pesca y caza; requieren habilidades básicas de supervivencia en la naturaleza, especialmente en situaciones de emergencia.

## Equipamiento

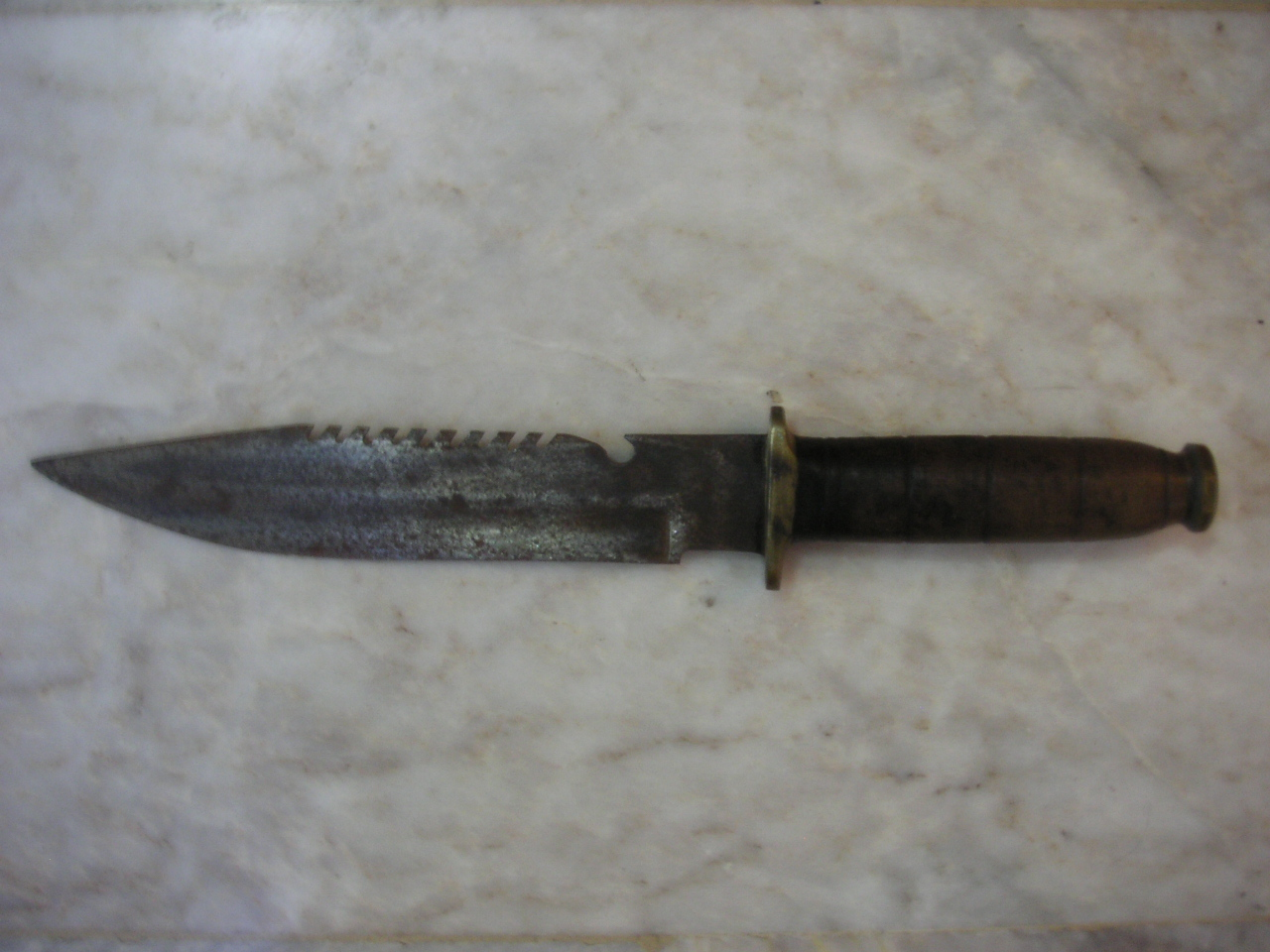
Cuchillo de supervivencia típico, con dientes de sierra en el lomo

El equipo necesario para enfrentar una situación de supervivencia depende de varios factores: si se trata de una emergencia puntual o una que durará varias semanas, si uno se encuentra solo o en grupo y qué tipo de geografía o clima se habrá de enfrentar. También hay que tener en cuenta de si se trata de una situación inesperada o planificada. En este último caso resulta más sencillo determinar el equipamiento que se va a necesitar, pero también se pueden listar elementos básicos que son útiles para cualquier circunstancia.
En caso de tratarse de una expedición planificada es importante llevar ropa adecuada al clima, elegir un calzado específico para el terreno que se va a recorrer, que la bebida sea suficiente y que la comida esté acorde a la duración de la expedición y al clima a enfrentar. Otros elementos que no deben faltar son un hornillo, una mochila, un saco de dormir, una bolsa de emergencia y, para expediciones de mayor duración, un equipo de comunicaciones (radiocomunicación). Y entre los elementos de uso general se encuentran: algo para encender fuego (fósforo, encendedor o pedernal), una lupa, una fuente de luz, una sierra manual, un botiquín y un cuchillo de supervivencia.

## Habilidades

### Primeros auxilios

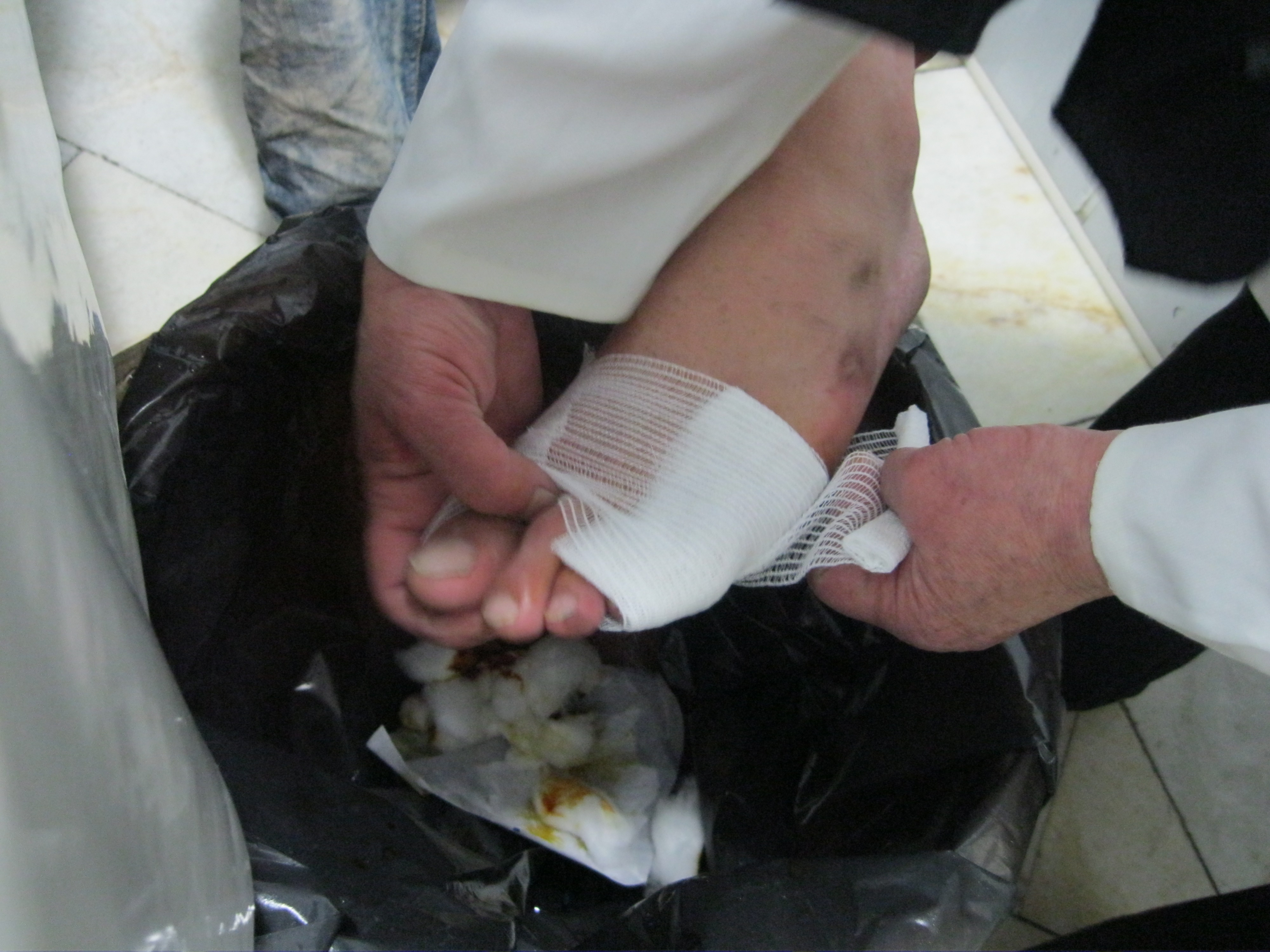
En una situación de supervivencia se podría requerir aplicar, a sí mismo u otros, algunos cuidados médicos básicos

En una situación de supervivencia lo primordial es conservarse saludable, tanto alimentándose y descansando lo mejor posible como evitando exponerse a riesgo innecesarios. Sin embargo, hay contingencias; como condiciones climáticas adversas, accidentes y picaduras o mordeduras de insectos; que requerirán de primeros auxilios.
Lo primero que hay que atender es alejarse del peligro y lo que causó la situación de riesgo. Luego hay que seguir un orden específico de atención: restablecer y mantener la respiración (Maniobra de Heimlich), detener hemorragias (aplicando un torniquete), limpiar y vendar heridas y quemaduras, inmovilizar fracturas y atender un posible caso de choque circulatorio. Si el herido es otra persona, es importante tranquilizarle haciéndole saber que pronto llegará la ayuda, ya que la ansiedad podría agravar su estado.

### Conseguir agua

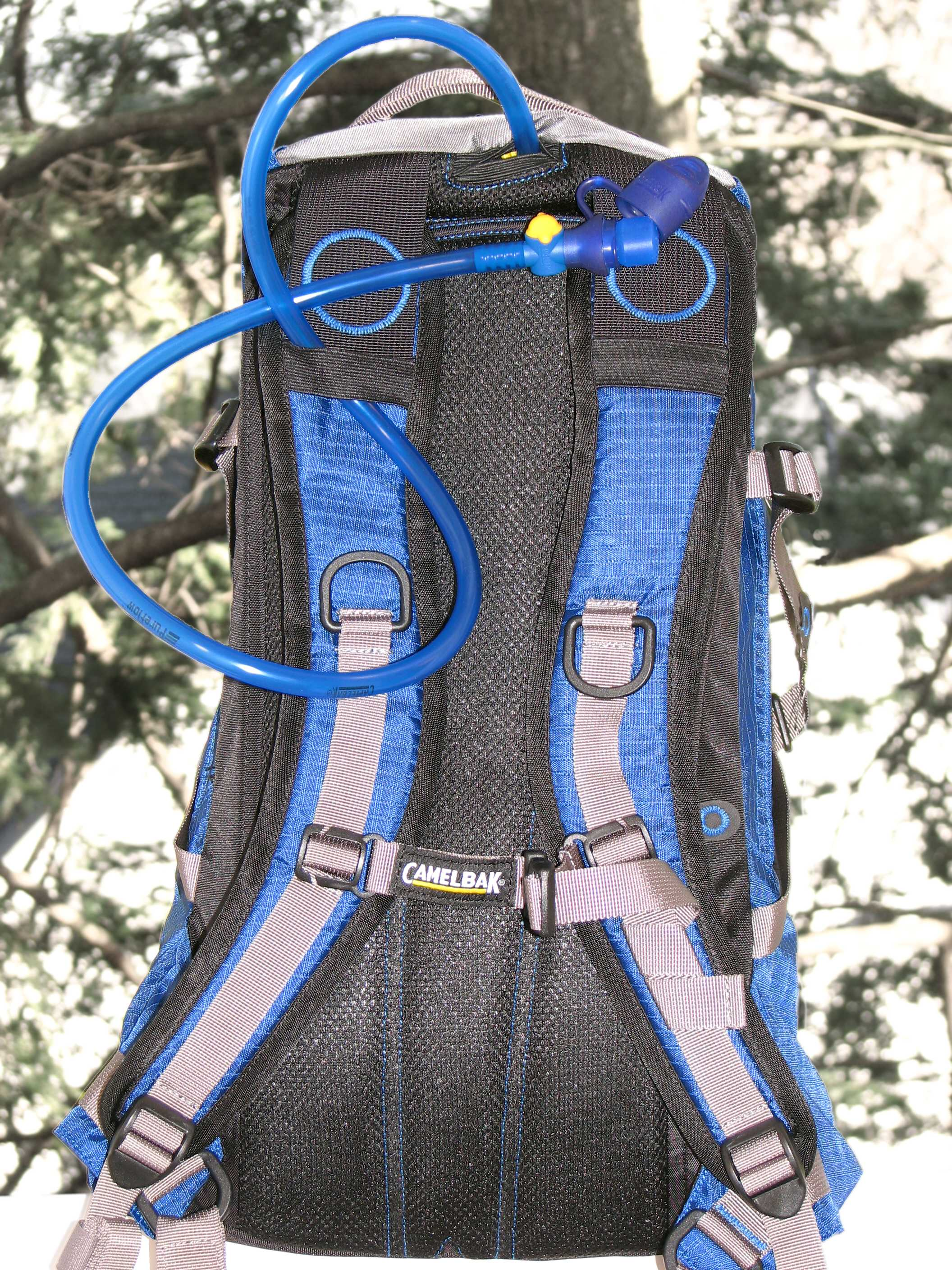
Mochila de hidratación para excursionistas

La falta de agua es un problema más grave que la falta de alimento puesto que, si bien se puede sobrevivir varios días sin comer, los síntomas de la deshidratación comienzan a las pocas horas, en días calurosos, y pueden conducir rápidamente a la falla de varios órganos y luego la muerte. Una persona puede sobrevivir de tres a cinco días sin beber agua, hasta un máximo de una semana.
En la naturaleza se puede encontrar de forma natural tanto agua potable como no potable, por lo que resulta importante distinguir la una de la otra. El agua de lluvia, rocío y nieve son las fuentes más seguras, mientras que el agua estancada es la más insegura. Esta última, antes de ser ingerida deberá ser purificada, siendo la forma más sencilla hervirla. Se puede recolectar rocío empapando pañuelos, de las enredaderas, cardos y ciertos cactus. También es hidratante la savia de arce. Otra técnica consiste en construir un alambique solar y condensar la humedad ambiental. El agua de pozo suele contener lodo y restos de materia vegetal, por lo que debe dejarse reposar y luego potabilizar. El agua de los grandes ríos suele encontrarse contaminada.
Se puede estar preparado para esta contingencia, una forma es portando tabletas purificadoras o mediante un paquete de hidratación, el cual consta de una mochila o bolsa que contiene agua y un tubo de plástico para ir bebiendo de ella.

### Conseguir alimento

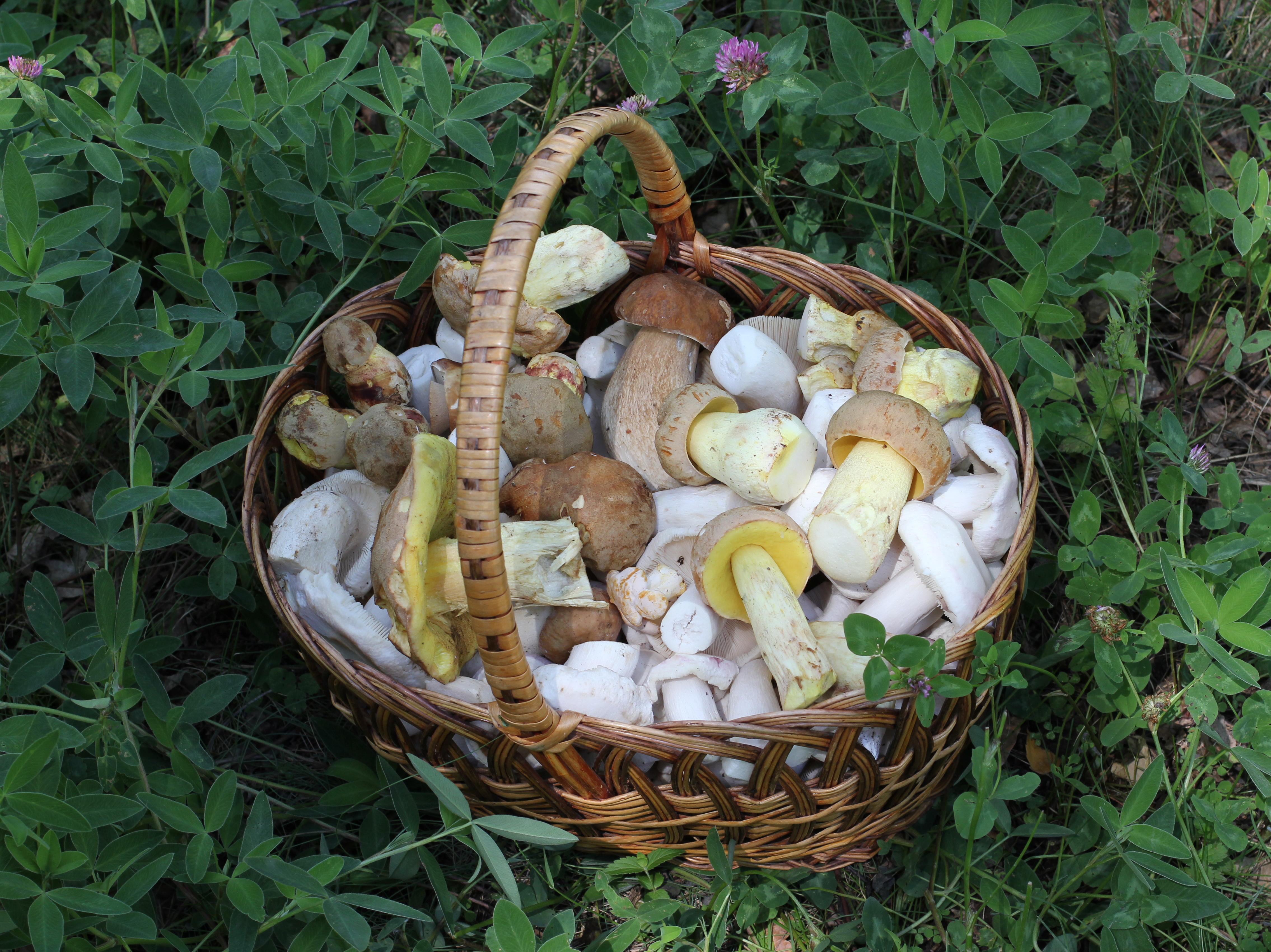
Variedad de setas comestibles

La cantidad de días que se puede sobrevivir sin comer es muy variable, depende de factores como la contextura física, el estado de salud y el clima, siendo mayor la necesidad calórica en los climas fríos. Se han registrado casos de personas que sobrevivieron a entre 20 y 70 días de ayuno constante. En situaciones de supervivencia, la provisión de alimentos puede ya estar prevista mediante productos en conserva provistos en una caja de supervivencia. Si estos no están disponibles, entonces la comida podría proveerse aplicando técnicas de caza y recolección.
Identificar las plantas comestibles es difícil, por lo que es recomendable familiarizarse bien con la flora local antes de intentar ingerir algún vegetal. Es preferible concentrarse en alimentos pequeños, como frutas, peces, ranas y lagartos, porque se puede perder mucha energía yendo tras presas mayores.
Boy Scouts de América desalienta especialmente la búsqueda de alimentos silvestres, sobre la base de que es poco probable que quienes se encuentran en una situación de supervivencia en la naturaleza posean el conocimiento y las habilidades necesarias, lo que hace que los riesgos (incluido el gasto de energía) superen los beneficios. En lugar de ello, recomiendan centrarse en sobrevivir hasta ser rescatados.

### Hacer un refugio

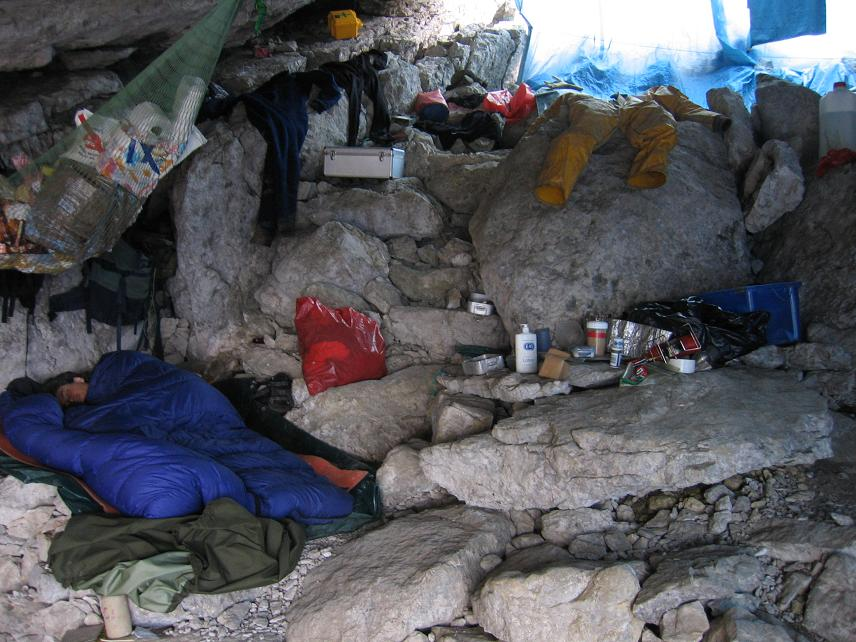
Refugio improvisado en la Cueva de Steinbrücken

Muchas personas que se ven obligadas a vivir situaciones de supervivencia a menudo corren peligro debido a la exposición directa a los elementos. La hipotermia es la principal causa de muerte al aire libre en climas fríos, por lo que la construcción de algún tipo de refugio se vuelve imprescindible. Este puede variar desde un refugio natural hasta un campamento improvisado hecho por el hombre.
El lugar ideal para resguardarse es aquel que se encuentra alto, seco y sea a prueba de inundaciones repentinas; lejos de insectos, ramas y rocas que puedan caerse, pero cerca de una fuente de agua corriente y leña seca.
Al campamento improvisado para pernoctar al aire libre se lo denomina vivac o vivaque. Las técnicas de su creación y mantenimiento son parte del entrenamiento de militares, escultistas y montañeros.

### Hacer fuego

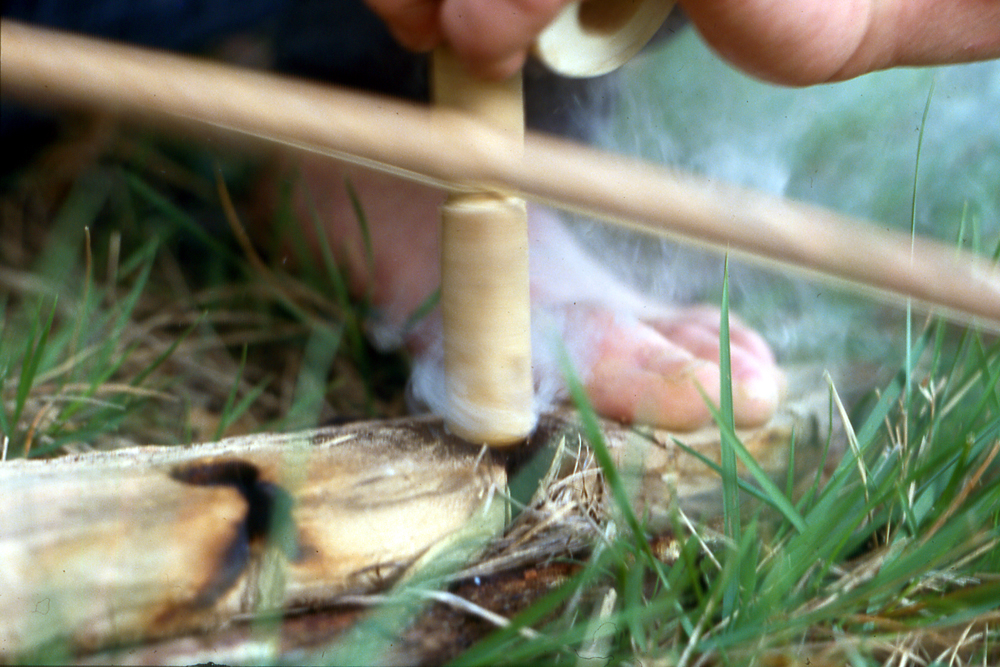
Producción de fuego por fricción

El fuego puede utilizarse para secar la ropa, mantener el calor corporal, ahuyentar animales peligrosos e insectos, afilar palos y cocer la comida. También puede hacerse con la intención de crear humo, que puede ser útil tanto para ahuyentar insectos como para llamar la atención de posibles rescatistas.
En el caso de tratarse de una situación de emergencia en un ambiente urbano (como desastres naturales), lo recomendable es hacerlo en el interior de depósitos o edificaciones de hormigón, donde haya una buena provisión de aire, que esté lejos de materiales inflamables y, de ser posible, sea dentro de un contenedor metálico. Si se trata de un lugar al aire libre, lo ideal es buscar un sitio resguardado de la lluvia y el viento. Mientras que si es un lugar cerrado, hay que procurar una buena ventilación para prevenir la acumulación de gases tóxicos.
Primero se debe encender algún material pequeño y muy inflamable, a modo de yesca, tales como hojarasca, hierba seca, pelusas y trozos de tela o algodón. Luego ir añadiendo ramas o trozos de madera cada vez de mayor tamaño, hasta lograr un fuego constante y controlado. Para encenderlo es suficiente con disponer de fósforos, encendedores o, en su defecto, producir chispas con una piedra de pedernal o una botella de vidrio rota. Si nada de esto está disponible, se puede generar calor suficiente como para iniciar la reacción concentrando los rayos de sol con una lupa o lente, mediante fricción entre dos ramas o entre una cuerda y una rama, o generando chispas golpeando dos piedras muy duras.
Una vez iniciado, se debe regular la cantidad de oxígeno que recibe: si es abundante producirá una llama más intensa y con menos humo, pero si no lo es tanto consumirá el combustible de manera más lenta y controlada. Si se busca producir humo, la entrada de aire debe estar sumamente restringida y, en todos los casos, debe tenerse especial cuidado para no causar un incendio.

## Orientación

Método astronómico para ubicar el polo sur

La manera más sencilla de orientarse es con un GPS, un mapa o una brújula, aunque si ninguno de estos elementos está disponible existen técnicas que se pueden usar, tanto si es de día como de noche. Lo prioritario es ubicarse con la mayor precisión posible. Para ello lo recomendable es subir hasta un punto elevado y ubicar los accidentes geográficos más notables. Si se cuenta con un mapa se puede hacer triangulación y si no, se puede intentar ubicar algún punto de referencia que se haya visto con anterioridad.
Si no se cuenta con una brújula, se pueden hallar los puntos cardinales guiándose por las estrellas. En el hemisferio norte, la estrella polar indica el norte geográfico y la Cruz del sur hace lo propio en el hemisferio sur. De día, se pueden ubicar los puntos cardinales utilizando un reloj analógico. Alineando la manecilla horaria con el sol y luego trazando la bisectriz entre esta y las 12, se obtiene la dirección del sur. Además, es aconsejable seguir corriente abajo el curso de los arroyos o ríos, ya que así se aumentan las posibilidades de hallar una zona habitada.

## Señal de auxilio

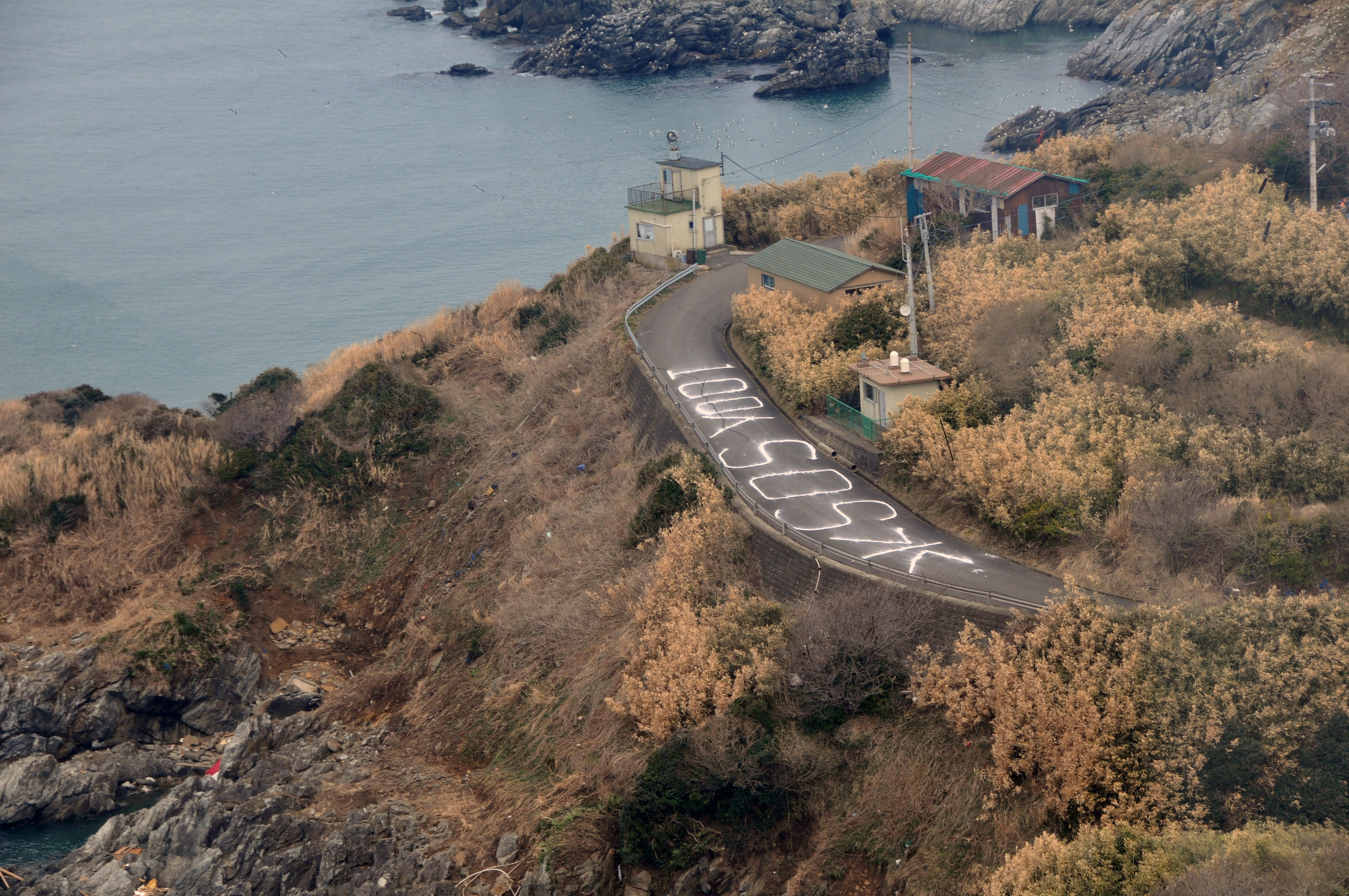
Señal de auxilio vista desde un helicóptero de rescate en la isla de Enoshima (Japón), luego de un terremoto y tsunami en 2011

Los sentidos que mejor detectan una señal de socorro son la vista y el oído; por lo que, las señales más efectivas serán las visuales y las auditivas. Los silbatos y las bengalas, de cualquier color, son las herramientas que mejor atraerán a posibles rescatistas.
El movimiento y el contraste de color llaman la atención; por lo que, si la búsqueda se realiza desde el aire, agitar trozos de tela o usar prendas que resalten entre el medio facilitan la detección. También se pueden hacer señales de humo o usar espejos. Del mismo modo, caminar en el barro o la nieve deja un rastro que se puede seguir.
La señal internacional de socorro es un triángulo equilátero, por lo que colocar tres fogatas con esta disposición llamará la atención. También es útil escribir SOS o el código de emergencia tierra-aire de la Organización de Aviación Civil Internacional, cavando en el suelo o utilizando piedras. El cual consiste en una V («requiero asistencia»), una X («requiero asistencia médica») o una flecha indicando la dirección en la que uno se encuentra.
Otros métodos de comunicación posibles incluyen el uso de código morse, tanto con luces como con sonido, y el semáforo, realizado con trozos de tela.